# آدم إم. بيرد
آدم إم. بيرد هو محامي وقاضي وسياسي أمريكي، ولد في 6 يوليو 1859 في مقاطعة سمتر في الولايات المتحدة، وتوفي في 21 يونيو 1912 في هت سبرينغز في الولايات المتحدة. نشط حزبياً في الحزب الديمقراطي. وقد انتخب عضو مجلس نواب مسيسيبي ‏ وانتخب عضو مجلس ولاية مسيسيبي ‏ وانتخب عضو مجلس النواب الأمريكي ‏.